# En sag for Frost
En sag for Frost (originaltitel A Touch of Frost) er en britisk kriminalserie baseret på en bogserie af R.D. Wingfield og produceret til fjernsyn af ITV.
David Jason, en af Storbritanniens mest populære skuespillere, har hovedrollen som kriminalinspektør William Frost, kendt som Jack af alle undtagen hans hustru. Frost er erfaren og dedikeret men diskuterer altid med sine overordnede, hovedsagelig repræsenteret ved kommissær Norman Mullett, spillet af Bruce Alexander. De to har helt modstridende personligheder. Mullett er en ambitiøs administrator som følger ordre og reglerne, mens Frost er en almindelig gadestrømer.
Efter at hans hustru dør i første episode finder Frost det vanskeligt at være alene. Han begraver sig i arbejde og lever hovedsageligt af mad fra politikantinen og den lokale kinarestaurant.

## Episoder
David Jason, som spiller Frost, er også seriens producent og bestemmer derfor i hvilken takt episodene skal indspilles. Derfor laves der ikke mere end én eller et par episoder om året. Således blev der kun produceret én episode i 2005 og 2006.

## Ekstern kilde/henvisning
- En sag for Frost på Internet Movie Database (engelsk)
- En sag for Frost på Metacritic (engelsk)
- En sag for Frost hos The Movie Database (engelsk)
- En sag for Frost hos TheTVDB (engelsk)
- En sag for Frost hos TV.com (engelsk)

| Fjernsyn | Spire Denne artikel om et tv-program er en spire som bør udbygges. Du er velkommen til at hjælpe Wikipedia ved at udvide den. |